# Ostafrikanischer Springhase
Der Ostafrikanische Springhase (Pedetes surdaster) ist ein Nagetier in der Familie der Springhasen, das in Ostafrika vorkommt. Das Verbreitungsgebiet liegt im Norden, Westen und Osten von Tansania und im südlichen und westlichen Zentrum von Kenia.

## Merkmale
Die Art erreicht eine Kopf-Rumpf-Länge von 33 bis 46 cm, eine Schwanzlänge von 39 bis 48 cm sowie ein Gewicht von 2 bis 7 kg (Männchen) bzw. 2 bis 8 kg (Weibchen). Da der Ostafrikanische Springhase das einzige große, sich zweibeinig fortbewegende Nagetier Ostafrikas ist, ist er in seinem Verbreitungsgebiet unverwechselbar. Kopf, Augen und die „hasenähnlichen“ Ohren sind relativ groß. Die Schneidezähne sind groß und glatt. Das Fell ist lang und weich. Das Rückenfell ist sandfarben, zimtfarben oder rotbraun. Das Fell an Brust und Bauch ist heller und cremefarben bis hellgelb. Die Vorderbeine sind kurz; die Vorderpfoten sind mit fünf kurzen Fingern mit langen, leicht gebogenen Krallen ausgestattet und eignen sich gut zum Graben und Handhaben von Nahrung. Die Hinterbeine sind lang und sehr kräftig, mit vier Zehen mit hufartigen Nägeln. Wenn er verfolgt wird, kann er 3–4 m lange Sprünge machen. Beim Springen hält der lange, pelzige Schwanz das Gleichgewicht. Weibchen haben zwei Zitzenpaare.
| 1 | · | 0 | · | 1 | · | 3 | = 20 |

Vom sehr ähnlichen Südafrikanischen Springhasen (Pedetes capensis) unterscheidet sich der Ostafrikanische Springhase durch die kürzeren Nasenknochen, die kleinere Auditory bulla (eine Knochenkapsel, die Teile des Mittel- und Innenohrs umgibt), die schmaleren Schneidezähne und den stärker gewölbten Hirnschädel.

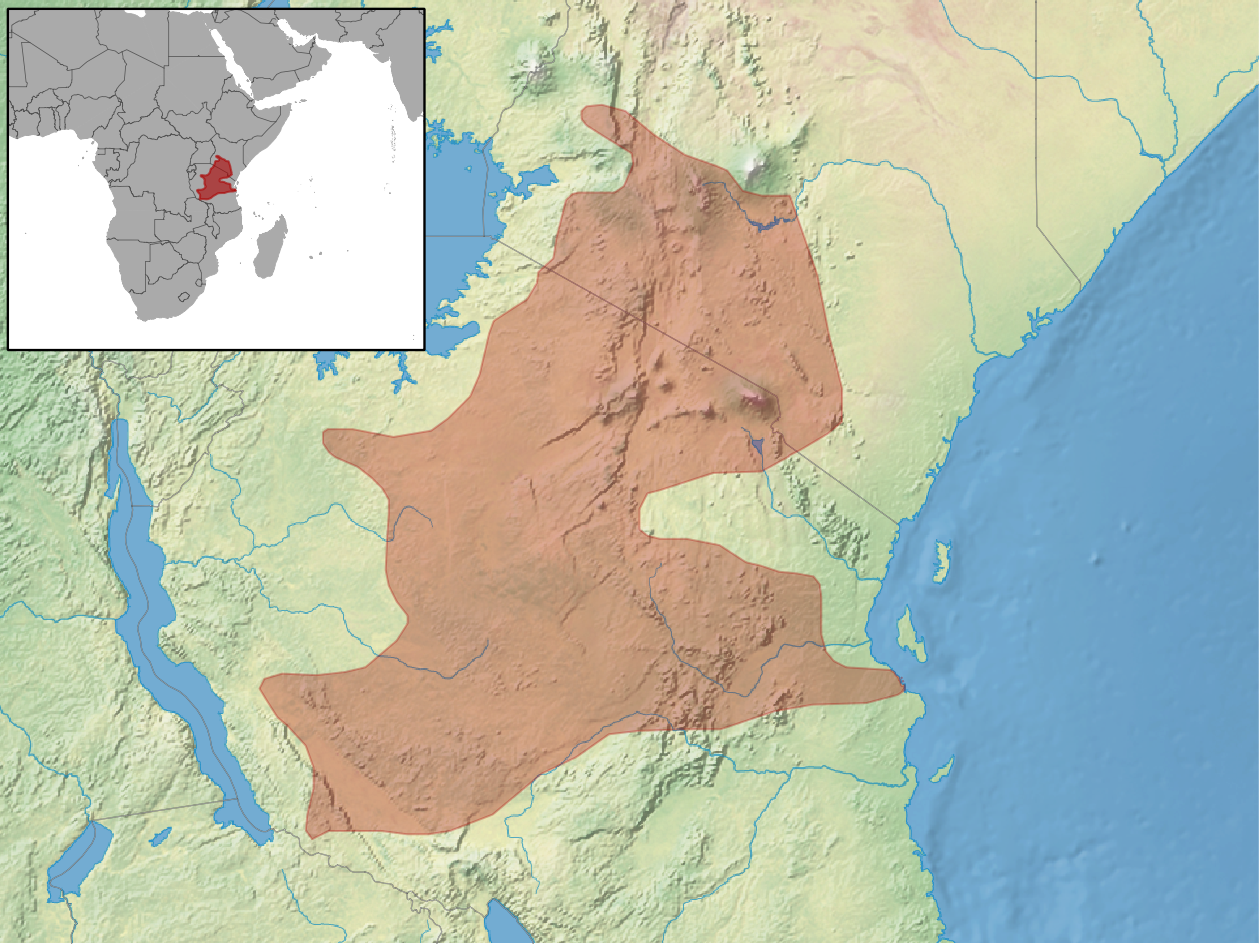
Das Verbreitungsgebiet des Ostafrikanischen Springhasen

## Lebensraum und Lebensweise
Der Ostafrikanische Springhase kommt in trockenen und semiariden Savannen vor. Sein Lebensraum ist von flachem, offenem Gelände und gut durchlässigem, mit kurzem Gras bewachsenem Sandboden geprägt, wo er potenzielle Raubtiere leicht erkennen, gut flüchten und Erdbaue graben kann. In seiner Ernährung ist er sehr wählerisch und ernährt sich wahrscheinlich ähnlich wie der Südafrikanische Springhase von Wurzeln, Rhizomen, Knollen, Stängeln, Blättern und Samen von Gräsern. Dabei werden die nährstoffreichsten und wasserhaltigsten Pflanzenteile bevorzugt. Besonders wichtig als Nahrungspflanze scheint das Hundszahngras (Cynodon dactylon) zu sein. 
Ostafrikanische Springhasen sind nachtaktiv und entfernen sich zur Nahrungssuche normalerweise nicht weiter als 400 Meter von ihren Erdbauen. Je dunkler die Nacht, desto weiter entfernen sie sich von ihren Bauen. Nur während schwerer Dürren ziehen sie zur Nahrungssuche 10 bis 40 km weit umher. Die Baue sind ein komplexes System von Gängen mit verschiedenen Eingängen. Zum Schutz werden die Eingänge verschlossen, wenn die Springhasen im Bau sind. Außerdem werden die Baue häufig gewechselt. Springhasen sind Einzelgänger und bewohnen ihre Baue allein oder die Weibchen zusammen mit ihrem Jungtier. Sie sind vorsichtig, haben einen ausgeprägten Geruchs- und Sehsinn und fliehen beim geringsten Anzeichen von Gefahr. 
Über ihre Fortpflanzungsbiologie ist wenig bekannt. Das ganze Jahr über trächtige Weibchen deuten darauf hin, dass die Fortpflanzung nicht jahreszeitenabhängig ist. Die Trächtigkeitsdauer beträgt etwa 78 Tage. Das Gewicht der Jungtiere beträgt bei der Geburt 238 bis 319 Gramm. Bei der Geburt sind die Tiere behaart, die Augen sind halboffen und die Ohren fast aufgerichtet. Sie putzen sich schon selbst. Jungtiere bleiben in den Erdbauen, bis sie im Alter von etwa sieben Wochen entwöhnt werden. Sie wiegen dann etwa 1,4 bis 1,5 kg. In Gefangenschaft gehaltene Ostafrikanische Springhasen wurden bis zu 14 Jahre alt.

## Gefährdung
Die IUCN schätzt den Bestand des Ostafrikanischen Springhasen als ungefährdet ein.